# A Clockwork Origin
A Clockwork Origin (рус. Происхождение по часовому механизму) — девятый эпизод шестого сезона мультсериала «Футурама».

## Содержание
В школе, в которой учится Кьюберт, отказываются преподавать теорию эволюции. Главным противником этой теории становится разумный орангутан Доктор Банджо. Он не верит в теорию эволюции и считает, что среди множества ископаемых предков всё-таки не найдено недостающее звено между человеком и обезьяной. Команда Planet Express отправляется на раскопки и находит недостающее звено, которое назвали Homo Farnsworth. Но, несмотря на несомненный успех, Профессор Фарнсворт всё равно подвергается насмешкам.
Тогда Профессор с командой отправляется на далёкий астероид, подальше от Земли, оставив Кьюберта на Земле, вместе с Зойдбергом. На астероиде абсолютно отсутствует жизнь (но Профессор говорит, что на астероиде присутствует кислород; в показе 2х2 он говорит, что на астероиде слишком много жизни), но есть небольшое озерцо воды, правда, загрязнённое ядовитыми веществами. Профессор запустил в озерцо нанороботов, чтобы они очистили воду. Неожиданно нанороботы стали изменяться, и к концу дня превратились в существ, похожих на трилобитов. Эти существа съели корабль Planet Express и накинулись на команду. Героям едва удалось спрятаться в пещере.
Тем временем Зойдберг и Кьюберт не могут поладить. Зойдберг в глазах Кьюберта — просто неудачник. Но, как позже признаётся Кьюберт, над ним тоже часто издеваются, и поэтому он срывает свою злость на Зойдберге. Однако Зойдбергу удалось подружиться с Кьюбертом: он защитил его от Ужасного Студня Младшего — тому стало просто противно подходить близко к Зойдбергу.
На астероиде команда Planet Express решила совершить вылазку из пещеры: у них нет воды, а из еды остались только дегидрированные пищевые капсулы, которые можно есть, только предварительно замочив в воде. Оказалось, что за ночь вокруг озерца выросли деревья, состоящие целиком из металла, а также появились металлические существа, похожие на динозавров. Из частей этих динозавров удалось построить космический корабль, на котором можно было вернуться на Землю, но для этого необходимо, чтобы его аккумуляторы зарядились энергией от солнечных батарей. Ещё через день возникли существа, похожие на первобытных людей, а потом — разумные роботы. Открытие того, что существует форма жизни, отличная от металлической, стала переворотом в их науке, но Профессор приготовил ещё один сюрприз: он рассказал о том, что именно он сотворил предков всех роботов на этой планете. Роботы в ужасе — и устроили над Профессором суд. На суде его самого представляют как Homo Farnsworth. Роль адвоката взял на себя Бендер (так как он тоже робот, которому другие роботы поверят), сразу же представив Профессора сумасшедшим. Решение должен вынести суд присяжных, которые удалились, чтобы наутро вынести вердикт.
Но утром Профессора встретили уже не роботы, а бестелесные сосредоточения чистого разума, похожие на светящиеся шары. Они готовы простить Профессора, так как стали высшими существами, и утверждение о том, что их создал Профессор, более не задевает их самолюбие. Вернувшись домой, Профессор показывает фотографии, сделанные на астероиде, Доктор Банджо и они оба приходят к согласию: эволюция существует, но вполне могла быть запущена неким Создателем. Бендер предполагает, что это мог быть робот, но подвергается насмешкам.

## Персонажи
Список новых или периодически появляющихся персонажей сериала
- Кьюберт Фарнсворт
- Дебют: Доктор Банджо. Позже появился в эпизоде «Fry and Leela’s Big Fling» (2013 год) где показано что на планете приматов Simian 7 он директор зоопарка.
- Ужасный студень мл.

## Изобретения будущего
- Нанороботы для очистки воды.
- Дегидрированные пищевые капсулы.
- Космический корабль на солнечных батареях, сделанный из частей роботов-динозавров.

## Интересные факты
- Фраза Профессора Фарнсворта «Я больше не хочу жить на этой планете!» стала Интернет-мемом.
- В эволюционной цепи в музее можно увидеть R2-D2, а прямо перед этим за соседним стеклом видно пещерного робочеловека с кистью, делающего наскальный рисунок, на котором изображены Лила и Эми.
- На постройку космического корабля у Профессора ушло 2 часа, а на изготовление рогатки — 12 часов.
- В зале суда, после слов Бендера о невменяемости Профессора, можно увидеть в кадре сразу двух Бендеров, один выступает в подтяжках, а второй сидит на скамье вместе с людьми.
- С момента знакомства героев с робонатуралистом доктором Вибнер и до удаления присяжных в суде для вынесения приговора Фарнсворту можно видеть большое сходство окружающей обстановки и внешнего вида роботов с 20 годами XX века, но при этом там же используются мобильные телефоны и другие более поздние изобретения.